# شيخ صادق علي أنصاري
شيخ صادق علي أنصاري (بالإنجليزية: Sheikh Sadiq Ali Ansari)‏ هو سياسي هندي.